# Drakhuvudfisk
Drakhuvudfisk (Scorpaena guttata) är en fiskart som beskrevs av Girard, 1854. Drakhuvudfisk ingår i släktet Scorpaena och familjen Scorpaenidae. IUCN kategoriserar arten globalt som otillräckligt studerad. Inga underarter finns listade i Catalogue of Life.